# Danelaw
Il Danelaw (noto anche come Danelagh; in antico inglese Dena lagu; in danese Danelagen) era un'area dell'Inghilterra anglosassone sotto il controllo amministrativo dei Dani a partire dalla fine del IX secolo. Il termine viene usato anche per descrivere l'insieme di termini e definizioni legali concordate tra Alfredo il Grande e il vichingo Guthrum, che vennero stilate in accordi come il Trattato di Wedmore, che stabilì un modus vivendi tra gli anglosassoni e gli invasori vichinghi.

## Geografia del Danelaw
L'area occupata dal Danelaw era all'incirca quella a nord della linea che congiunge Londra con il fiume Mersey. Cinque città fortificate divennero di particolare importanza nel Danelaw: Leicester, Lincoln, Nottingham, Stamford e Derby. Questi capisaldi divennero noti come i "Five Boroughs" (Cinque municipalità). Borough deriva dal termine anglo-sassone burg, che significa "città fortificata".

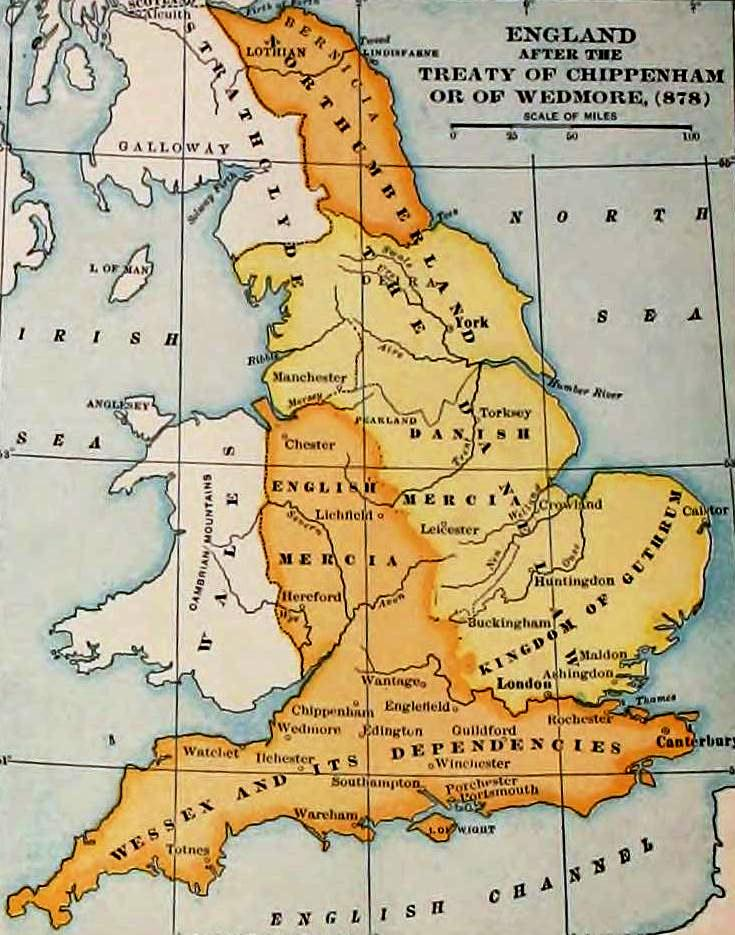
Il Danelaw, in giallo

## Storia del Danelaw
A partire dal IX secolo, ondate di vichinghi assalirono le coste delle isole britanniche, e furono seguiti da una successione di coloni, che portavano con loro una cultura e tradizioni spiccatamente differenti da quelle della prevalente società anglo-sassone. Queste enclavi si espansero rapidamente, e presto i guerrieri vichinghi stabilirono il controllo su aree di tale estensione che potevano ragionevolmente essere descritte come regni.
Le ragioni per queste ondate immigratorie sono complesse e legate alla situazione politica della Scandinavia dell'epoca; inoltre, queste avvennero in un periodo in cui le forze vichinghe stavano stabilendo la loro presenza nelle Ebridi, nelle Orcadi, nelle isole Fær Øer, in Islanda, in Russia, Bielorussia ed Ucraina (si veda Rus' di Kiev).
Il Danelaw venne fondato formalmente come risultato del Trattato di Wedmore, alla fine del IX secolo, dopo che Alfredo il Grande aveva sconfitto il vichingo Guthrum nella Battaglia di Ethandun. Il Danelaw rappresentò un consolidamento del potere per Alfredo; la susseguente conversione di Guthrum alla Cristianità sottolineò l'importanza ideologica di questo spostamento nell'equilibrio di potere.
Il Danelaw venne gradualmente eroso dalle incursioni Anglosassoni nei decenni seguenti, cessando di esistere nel 954 ad opera di Edredo d'Inghilterra.

## Concetti legali del Danelaw
Il Danelaw fu un fattore importante nella fondazione di una pace civile tra le comunità confinanti anglo-sassoni e vichinghe. Esso stabiliva, ad esempio, equivalenze nelle aree di contenzioso legale, come l'ammontare delle riparazioni che potevano essere pagabili con un "riscatto".
Molti dei concetti legali erano altamente compatibili; ad esempio il wapentake vichingo, lo standard usato per la divisione della terra nel Danelaw, era effettivamente intercambiabile con l'hundred anglo-sassone.

## Impatto duraturo del Danelaw
L'influenza di questo periodo di insediamenti scandinavi può ancora essere visto nel nord dell'Inghilterra e nelle Midland Orientali, soprattutto nel nome dei luoghi: soprattutto quelli che finiscono per "by" o "thorp".
Il norreno e l'antico inglese erano ancora mutuamente comprensibili, e la lingua mista del Danelaw provocò l'incorporazione di molte parole nella lingua inglese, compreso lo stesso termine law (legge). Molte parole dell'antico norvegese sopravvivono ancora nei dialetti dell'Inghilterra nord-orientale.
Quattro dei cinque boroughs divennero capoluoghi di contea: Leicestershire, Lincolnshire, Nottinghamshire e Derbyshire. Stamford non riuscì ad ottenere tale status, forse a causa del vicino territorio anomalo del Rutland.

## Siti archeologici importanti legati al Danelaw
I principali siti archeologici che portano testimonianze del Danelaw sono pochi, ma forse il più famoso è quello di York, che deriva il suo nome dall'antico norvegese, Regno di Jórvík. Altri siti comprendono il sito crematorio di Ingoldsby.